# Kanton Angoulême-2
Der Kanton Angoulême-2 ist ein französischer Kanton im Département Charente und in der Region Nouvelle-Aquitaine. Er umfasst einen Teilbereich der Stadt Angoulême und eine weitere Gemeinde im Arrondissement Angoulême. Bei der landesweiten Neuordnung der französischen Kantone wurde er 2015 neu geschaffen.

## Gemeinden
Der Kanton besteht aus zwei Gemeinden und Gemeindeteilen mit insgesamt 19.512 Einwohnern (Stand: 1. Januar 2022) auf einer Gesamtfläche von 10,09 km²:
| Gemeinde           | Einwohner 1. Januar 2022 | Fläche km² | Dichte Einw./km² | Code INSEE | Postleitzahl |
| ------------------ | ------------------------ | ---------- | ---------------- | ---------- | ------------ |
| Angoulême          | 13.821                   | 4,14       | 3.338            | 16015      | 16000        |
| L’Isle-d’Espagnac  | 5.691                    | 5,95       | 956              | 16166      | 16340        |
| Kanton Angoulême-2 | 19.512                   | 10,09      | 1.934            | 1602       | –            |

1. ↑   Nur der nördliche Teil der Gemeinde, der Rest verteilt sich auf die Kantone Angoulême-1 und Angoulême-3.

## Politik
| Vertreter im Departementrat | Vertreter im Departementrat      | Vertreter im Departementrat |
| Amtszeit                    | Namen                            | Partei                      |
| --------------------------- | -------------------------------- | --------------------------- |
| 2015–2021                   | Annick Richard Frédéric Sardin   | PS DVG                      |
| 2021–                       | Thomas Mesnier Laëtitia Regrénil | DVD LREM                    |